# Wattbalans

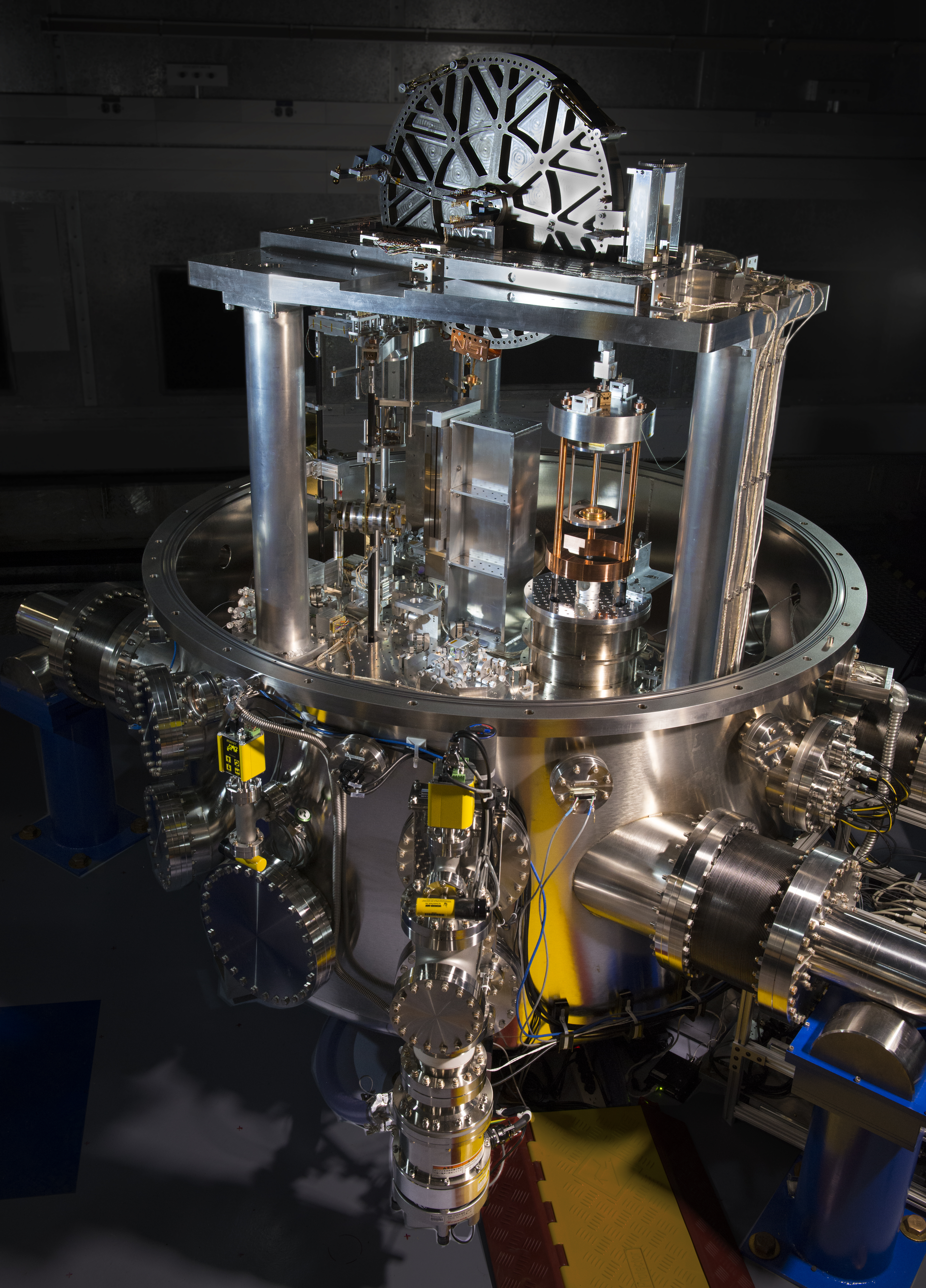
De NIST-4 Kibblebalans uit 2015

De Wattbalans, ook bekend als Kibblebalans, is een in 1975 door B.P. Kibble van het Britse National Physical Laboratory (NPL) uitgevonden complexere versie van de stroombalans.
Dit meetinstrument is voorzien van een kalibratiestap om een bron van onnauwkeurigheid in de stroombalans te elimineren. Dit experimentele apparaat is verder ontwikkeld door metrologielaboratoria wereldwijd met als doel om een nauwkeurige definitie te bepalen van de kilogram, de standaard eenheid van massa.
Bij deze toepassing werkt de Wattbalans andersom dan de stroombalans. In plaats van het meten van de stroom op basis van een kracht, wordt het gewicht gemeten in termen van stroom en spanning. Omdat stroom en spanning reeds zijn gedefinieerd op basis van fundamentele natuurkundige constanten, zoals de constante van Planck en de lichtsnelheid, is in november 2018 besloten tot een nieuwe definitie van de kilogram in termen van deze fundamentele constanten.